# Urban Point

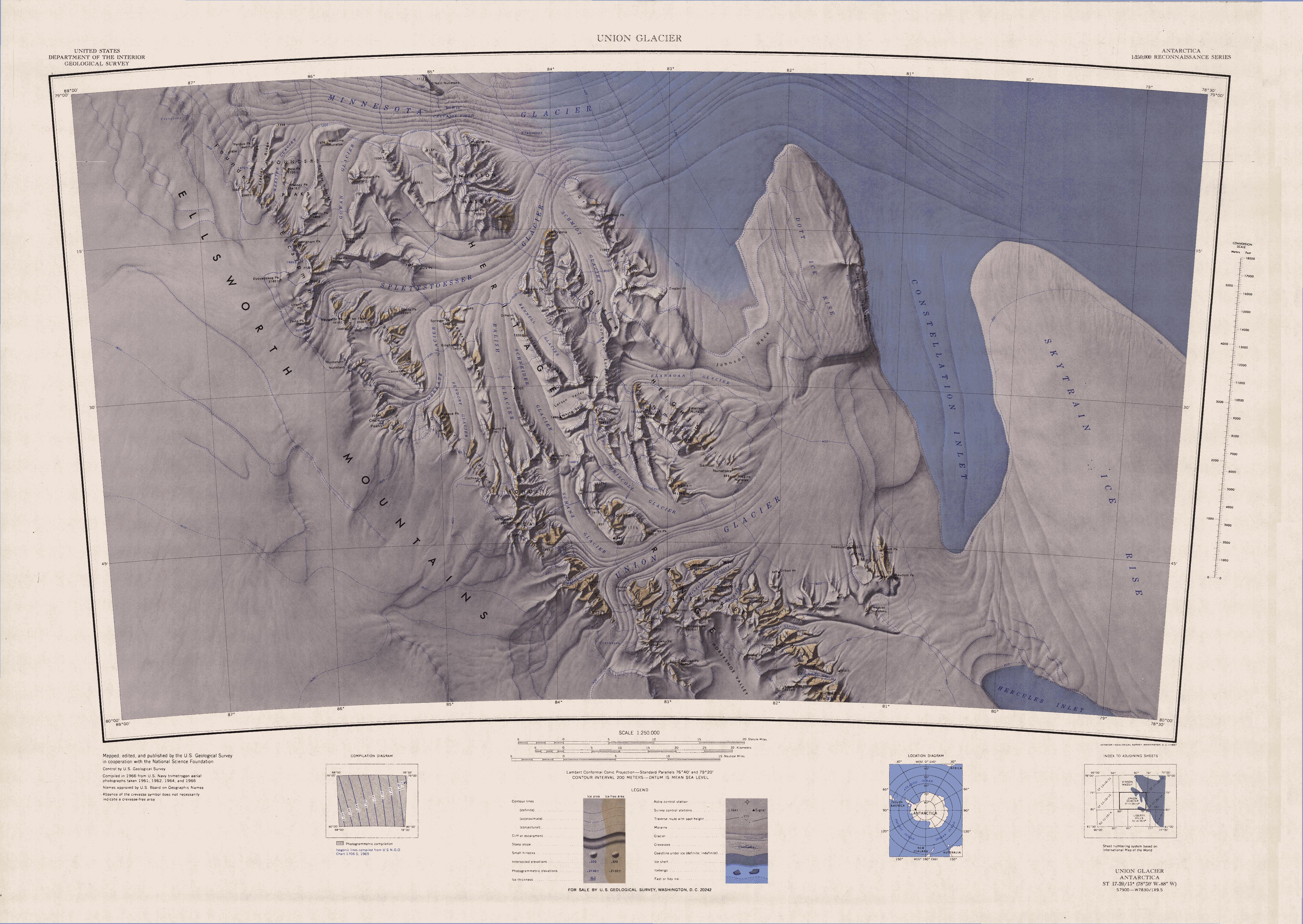
Karte der Region

Urban Point ist ein spitzer Felsgipfel an der nordöstlichen Ausdehnung der Enterprise Hills in der Westantarktis. Er liegt etwa 5 Kilometer östlich der Gletscherfront des Ahrnsbrak-Gletschers. Auf einer Karte des United States Geological Survey ist der Gipfel mit 649 Metern über Meereshöhe eingezeichnet, womit er sich etwa 50 Meter über das umgebende Eis erhebt.
Der Berg wurde vom United States Geological Survey im Rahmen der Erfassung der Enterprise Hills in den Jahren 1961–1966 durch Vermessungen vor Ort und Luftaufnahmen der United States Navy kartografiert. Er wurde vom Advisory Committee on Antarctic Names nach Verdis D. Urban benannt, einem Meteorologen, der im Winter 1958 auf der Ellsworth-Station arbeitete.